# Terremoto de Papúa de 2009
El terremoto de Papúa de 2009, ocurrido el 4 de enero de 2009 a las 04:43:54 hora local (3 de enero,19:43 UTC+9), tuvo una intensidad de 7,7 Mw y mató a cuatro personas e hirió a por lo menos 250 personas, dejando 850 edificios dañados. Su epicentro estuvo ubicado a 145 kilómetros al ONO de Manokwari y a 185 km al ENE de Sorong en la provincia de Papúa Occidental, Indonesia, en la Península de Doberai.
Según un oficial de World Vision, diez edificios fueron totalmente destruidos, incluyendo dos hoteles y una oficina gubernamental.[cita requerida]
El terremoto ocurrió en el borde convergente al norte de la placa Cabeza de Pájaro en una zona de subducción en la que la placa del Pacífico esta subducida debajo de la placa de Australia.
Le sucedieron catorce réplicas mayores de magnitud 5,0, con una que alcanzó los 7,4 grados a las 07:33:42 hora local (22:33 UTC). El terremoto también fue sentido en la vecina Papúa Nueva Guinea y en la ciudad australiana de Darwin.
La Agencia Meteorológica de Japón dijo a la agencia de noticias Reuters que el terremoto generó un tsunami pequeño de 40 cm que impactó las costas de Japón, sin causar daño alguno.